# Iller
İller înseamnă provincie în turcă, vezi Provinciile Turciei
Iller (nume antic Ilargus) este un râu din Bavaria, Germania. Este un afluent al Dunării, având 147 km lungime.
Sursa este situată în apropierea orașului Oberstdorf din regiunea Allgäu a Alpilor, în apropiere de granița cu Austria. De acolo pornește spre nord, trecând pe lângă orașele Sonthofen, Immenstadt și Kempten. Între Lautrach lângă Memmingen și Ulm acesta formează granița dintre statele germane Bavaria și Baden-Württemberg pentru aproximativ 50 km. Râul se varsă în Dunăre în orașul Ulm.
Iller are un bazin hidrografic de 2,152 km², fiind al șaptelea râu ca debit de apă din Bavaria, cu un debit mediu de 75 m³/s. Puterea fluviului este utilizată pentru producerea energiei hidroelectrice prin intermediul a opt centrale, cu o capacitate netă totală de 51 MW (1998).